# Buluka achterbergi
Buluka achterbergi är en stekelart som beskrevs av Austin 1989. Buluka achterbergi ingår i släktet Buluka och familjen bracksteklar. Inga underarter finns listade.